# Leibesvisitation

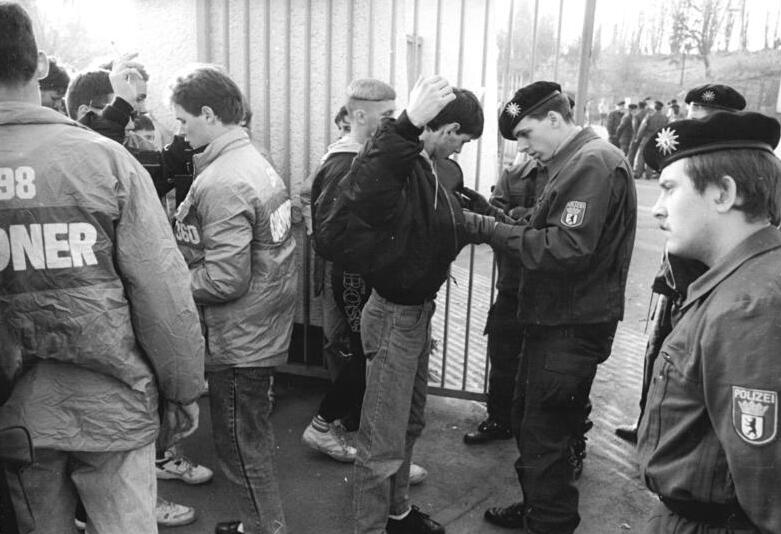
Leibesvisitation von Fußballfans am Eingang des Stadions 1990

Bei einer Leibesvisitation wird eine Person auf in der Körperregion befindliche Gegenstände durchsucht, beispielsweise auf Drogen, Waffen oder gefährliche Objekte. Ausgeführt wird sie von einer gleichgeschlechtlichen Person in einem diskreten Rahmen. Fehlt es an einer Einwilligung oder an den gesetzlichen Voraussetzungen, ist eine Leibesvisitation ungesetzlich, möglicherweise auch strafrechtlich relevant. 
Je nach Anlass und Umständen ist zu unterscheiden zwischen einer Durchsuchung mit Einwilligung einerseits, etwa im Rahmen der Sicherheitskontrolle an Flughäfen, und einer hoheitlichen Eingriffsmaßnahme andererseits, zum Beispiel bei Straftatverdächtigen oder einer Taschenpfändung. Eine Einwilligung kann stillschweigend, vertraglich oder ausdrücklich erfolgen. Private Sicherheitsdienste, etwa in Kaufhäusern und Diskotheken, dürfen nur mit Einwilligung durchsuchen; eine pauschale Regelung in den AGB ist unzulässig.
Die hoheitliche Maßnahme kann auch gegen den Willen der durchsuchten Person erfolgen, wenn bestimmte gesetzliche Voraussetzungen vorliegen. Dabei dürfen auch Körperöffnungen wie Mundhöhle, Gehörgang, Rektum und Vagina untersucht werden. In Justizvollzugsanstalten sind bei Antritt der Freiheitsstrafe Leibesvisitationen die Regel oder auch vorgeschrieben.